# São Lucas (distrito de São Paulo)
São Lucas é um distrito situado na Zona Leste do município de São Paulo, no Brasil. O distrito foi dissociado do distrito de Vila Prudente em 1986, ocasião em que houve uma grande alteração nas subdivisões do município.
Bairros de São Lucas: Jardim Silveira (parte); Vila Charlote; Vila Rosa; Vila Raquel; Vila Ivone; Vila Margarida; Jardim Sofia; Vila Florinda; Vila Ema; Vila Santo Antônio; Vila Angelina; Vila Norma; Jardim Theália; Vila Amadeu; Vila São Domingos; Vila Carmem; Parque Tomás Saraiva; Jardim Independência; Jardim Tereza; Vila Darli; Jardim Central; Jardim Otília; Vila Mercedes; Vila Mirtes; Jardim São Lourenço; Jardim Dias; Vila Paulo Silas; Vila Santa Virgínia; Vila Moça; Vila Central; Vila Divina Pastora; Parque São Lucas; Sítio Pinheirinho; Vila Anadir; Cidade Continental; Jardim Guairacá; Vila Heloísa; Jardim Redenção; Vila Cleonice; Vila Moderna; Vila Arlinda; Vila Nova Pauliceia; Parque Residencial Oratório; Vila Merly; Vila Nair; Vila Ivg; Vila Lavínia; Vila Ana Clara; Vila Else; Vila Miami; Vila Rosicler; Jardim Panorama; Vila Industrial; Vila São Nicolau; Vila Mendes; Vila Cunha Bueno; Vila Iguaçu; Vila Nova Utinga; Parque Pereira.

## História
O Parque São Lucas não teve um grande povoamento até meados do século XX, se comparados com o município de São Caetano do Sul e o distrito de  Vila Prudente, pois suas terras alagadiças não eram muito propícias para a moradia e agricultura. A partir da Década de 1930, houve uma reversão dessas inundações com a canalização de um rio que hoje está localizado abaixo da Avenida Professor Luiz Ignácio de Anhaia Mello, e com a intensa imigração e migração para São Paulo, a região do Parque São Lucas passou a ser uma localidade dormitório recebendo uma população oriunda principalmente do sul de Minas Gerais e do interior do Estado de São Paulo que vieram para a capital para trabalhar nas indústrias da Família Matarazzo na várzea do Rio Tamanduateí, (Mooca, Vila Prudente, Ipiranga e a região do ABC Paulista).
Antes disso, as terras pouco exploradas do São Lucas, pertenciam aos irmãos Antônio, Luís e Domingo de Luccas. São Lucas, o santo padroeiro de sua família, veio a dar nome a essas terras.
O alemão Francisco Fett chegou ao Brasil depois da Segunda Guerra Mundial e, com o capital que havia reservado, comprou terras na região do Parque São Lucas. Começou assim o loteamento das terras.
O padre italiano Aldo Giuseppe Maschi (1920-1999) chegou ao Parque São Lucas por acaso, já que fora enviado em missão para outra região de São Paulo, mas se encantou com a população local e decidiu ficar no distrito, onde existia uma pequena capela (Capela de Santo Antônio). O Padre Aldo construiu no lugar dessa capela uma grande paróquia (Paróquia São Filipe Neri) em homenagem a São Filipe Neri, fundador da Congregação do Oratório. Fundou, então, junto à paróquia, o Oratório de São Filipe Neri do Parque São Lucas. Esta congregação hoje é composta de 4 padres, 3 irmãos, 2 noviços e 2 postulantes, como também ampliou sua fundação trazendo para o distrito um convento feminino, as Irmãs Auxiliadoras do Oratório, que já possui 6 irmãs. Estas irmãs mantém uma padaria que ajuda no sustento das vocações oratorianas.
O distrito de São Lucas tem uma forte predominância de imigrantes italianos e judeus que se instalaram na região.
Todos os anos, a paróquia São Filipe Néri realiza durante os finais de semana de Maio a tradicional festa em homenagem a São Filipe Néri. Em janeiro comemora-se o aniversário do Parque São Lucas.
O dia de São Lucas é comemorado em 20 de janeiro, de acordo com a lei municipal 14.485, de 19 de julho de 2007. Anteriormente, o Dia do Parque São Lucas era comemorado em 16 de maio, de acordo com a lei municipal 11.758/1995, mas essa lei foi revogada.
O Parque São Lucas é muito procurado pelos moradores de bairros vizinhos, tais como Vila Prudente, Vila Alpina, Vila Zelina e Jardim Avelino, por possuir um  famoso centro comercial nos arredores da Avenida São Lucas e da Avenida do Oratório, com uma diversidade de lojas, escritórios e empresas, atendendo a diversos bairros do município. A administração pública regional fica a cargo da Subprefeitura da Vila Prudente.

## Acesso
Sua área se dá em torno das vias: Avenida do Oratório, Avenida Professor Luis Inácio de Anhaia Melo e Rua Costa Barros.
O distrito é atendido pelas estações Oratório, São Lucas, Camilo Haddad e Vila Tolstói (esta última no limite com Sapopemba) da Linha 15–Prata do Metrô de São Paulo, que está em construção e ligará a estação do Metrô de Vila Prudente ao distrito Cidade Tiradentes, por via elevada, que deveria estar em completa operação até o fim de 2019, porém encontra-se com as obras atrasadas e sem previsão de conclusão.
O terreno de 180 mil m² localizado na Avenida do Oratório, onde existia uma fábrica da empresa Coats Corrente (Linhas Corrente), foi desapropriado pela Prefeitura de São Paulo, que destinou 90 mil m² para a construção do pátio de manobras para o monotrilho e 85 mil m² para a Secretaria do Verde e do Meio Ambiente, que implantará o Parque Municipal São Lucas].

## Demografia
A demografia do distrito é composta por:
|-
| Classe A || 
28 %
|-
| Classe B || 
58 %
|-
| Classe C || 
12 %
|-
| Classe D || 
2 %
|-
| Classe E || 
0 %
Evolução demográfica do distrito de São Lucas

## Atrações
- Igreja de São Filipe Néri
- Biblioteca Aureliano Leite
- Memorial do padre Aldo Giuseppe Maschi
- Escola de Samba Unidos de São Lucas
- Centro Comercial da Avenida São Lucas
- Festa de São Filipe Néri aos finais de semana de maio
- Aniversário do Parque São Lucas em 20 de janeiro

## Distritos e municípios limítrofes
- Vila Prudente (Oeste)
- Água Rasa (Noroeste)
- Vila Formosa (Norte)
- Sapopemba (Leste)
- Santo André (Sul)
- São Caetano do Sul (Sudoeste)